# Ванкуверская публичная библиотека
Ванкуверская публичная библиотека (англ. Vancouver Public Library, VPL) — публичная библиотечная система города Ванкувер, Канада. За 2013 год библиотека зарегистрировала более 6,9 млн посещений, на руки было взято около 9,5 млн единиц хранения — книг, дисков, журналов, электронных книг и т. п. Пользователи библиотеки обслуживаются по 22 различным адресам, а также по сети. Библиотека насчитывает около 428 тысяч активных читателей, занимая третье место по величине среди публичных библиотек Канады.

## Службы
- Служба информационного поиска
- Доступ к полнотекстовым базам данных
- Информация сообщества
- Доступ к Интернету
- Служба помощи читателю
- Программы для детей, молодёжи и взрослых
- Доставка для читателей, которые не могут покидать дом
- Межбиблиотечный заказ книг
- Доступные для скачивания электронные книги и аудиокниги

## История

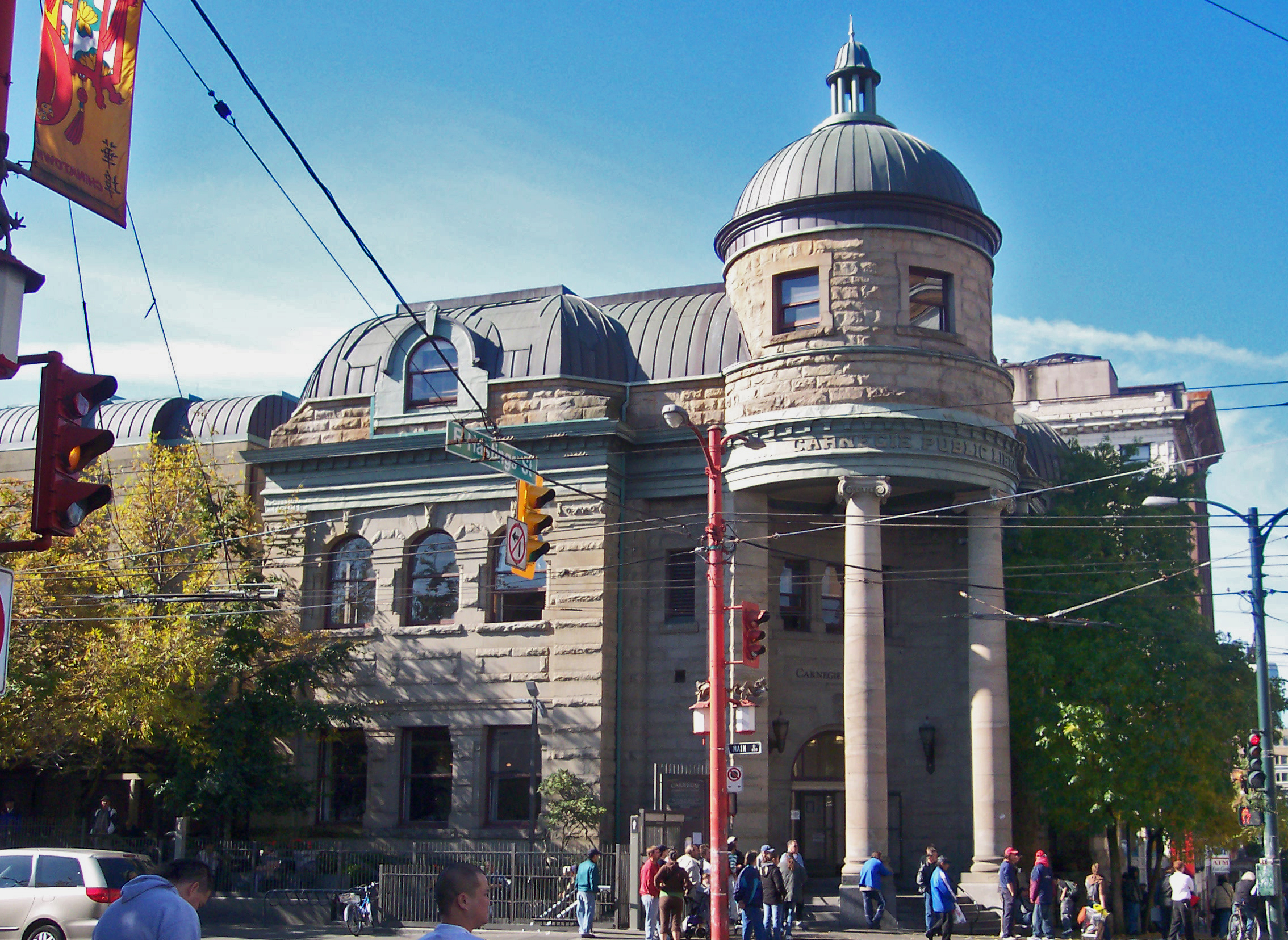
Библиотека Карнеги

В январе 1869 года управляющий лесопилки Гастингс-Милл, Дж. А. Реймур, открыл «Нью-Лондонский институт механики», включавший комнату для собраний и библиотеку для работников лесопилки. В марте 1869 он был переименован в честь контр-адмирала Джорджа Фоулера Гастингса и получил название Гастингского литературного института. Документы этого заведения не сохранились, но известно, что членство в нём осуществлялось по подписке. Институт продолжал функционировать до 6 апреля 1886 года, когда район Грэнвилл вошёл в состав Ванкувера.
После великого пожара в Ванкувере 13 июня 1886 года 400 книг из коллекции прекратившего существование Гастингского литературного института были переданы учреждённому Ванкуверскому читальному залу. В декабре 1887 года зал открылся по адресу Вест-Кордова-стрит, 144, расположившись над хозяйственным магазином «Томас Данн и К°». Порой его называли также Ванкуверской свободной библиотекой.
К концу 1890-х гг. помещение Зала в здании YMCA (район Западный Гастингс) стало слишком тесным для новых посетителей. В это время американский промышленник и филантроп Эндрю Карнеги давал многим городам деньги на строительство библиотек. В 1901 году власти Ванкувера обратились к нему с просьбой выделить деньги, чтобы возвести в городе новую библиотеку. Карнеги согласился пожертвовать 50 тысяч долларов при условии, что город предоставит свободную землю и будет выделять на библиотеку по 5 тысяч долларов в год. Между западом и востоком Ванкувера немедленно вспыхнул спор, где следует разместить новое здание. По результатам плебисцита был выбран участок земли на Гастингс-стрит и Вестминстер-стрит (ныне Мейн-стрит), по соседству с первой городской ратушей.
29 марта 1902 года члены Великой ложи масонского ордена заложили краеугольный камень здания, под который они поместили масонские документы, копию городского Акта об объединении, списки различных чиновников, а также образцы почтовых марок и монет, находившихся тогда в обращении. Здание было построено в романском стиле эпохи Возрождения по проекту ванкуверского архитектора Джорджа Гранта. Его украшали ионический портик, увенчанный куполом, и французская крыша с мансардой. Гранит для фундамента был доставлен из фьорда Индиан-Арм, песчаник для стен толщиной в 10 дюймов — с острова Габриола. Изящную винтовую лестницу из мрамора изготовил завод Albion Iron Works в Виктории; на её создание было потрачено 2 279 000 долларов и 4485 кг железа и стали. Большой составной витраж и три меньших окна под ним были изготовлены мастерской Н. Т. Лиона в Торонто. На витраже изображены Мильтон, Шекспир, Спенсер, Бёрнс, Скотт и Мур. Трое нижних окон были убраны в 1958 году, когда здание библиотеки было переделано в музей, и долгое время хранились в нетронутом виде в запасниках. В 1985 году их вернули на место. Потолки и стены библиотеки были изготовлены из твёрдой древесины, полы — из дуба. Восемь каминов согревало помещения. В библиотеке были специальные читальные залы для женщин и детей, шахматная комната, комната для чтения газет, картинная галерея, лекционный зал, на третьем этаже располагалась Художественная, историческая и научная ассоциация (ныне музей Ванкувера). Библиотека открылась в ноябре 1903 года. Сегодня это здание используется в основном как центр сообщества жителей восточного Даунтауна.

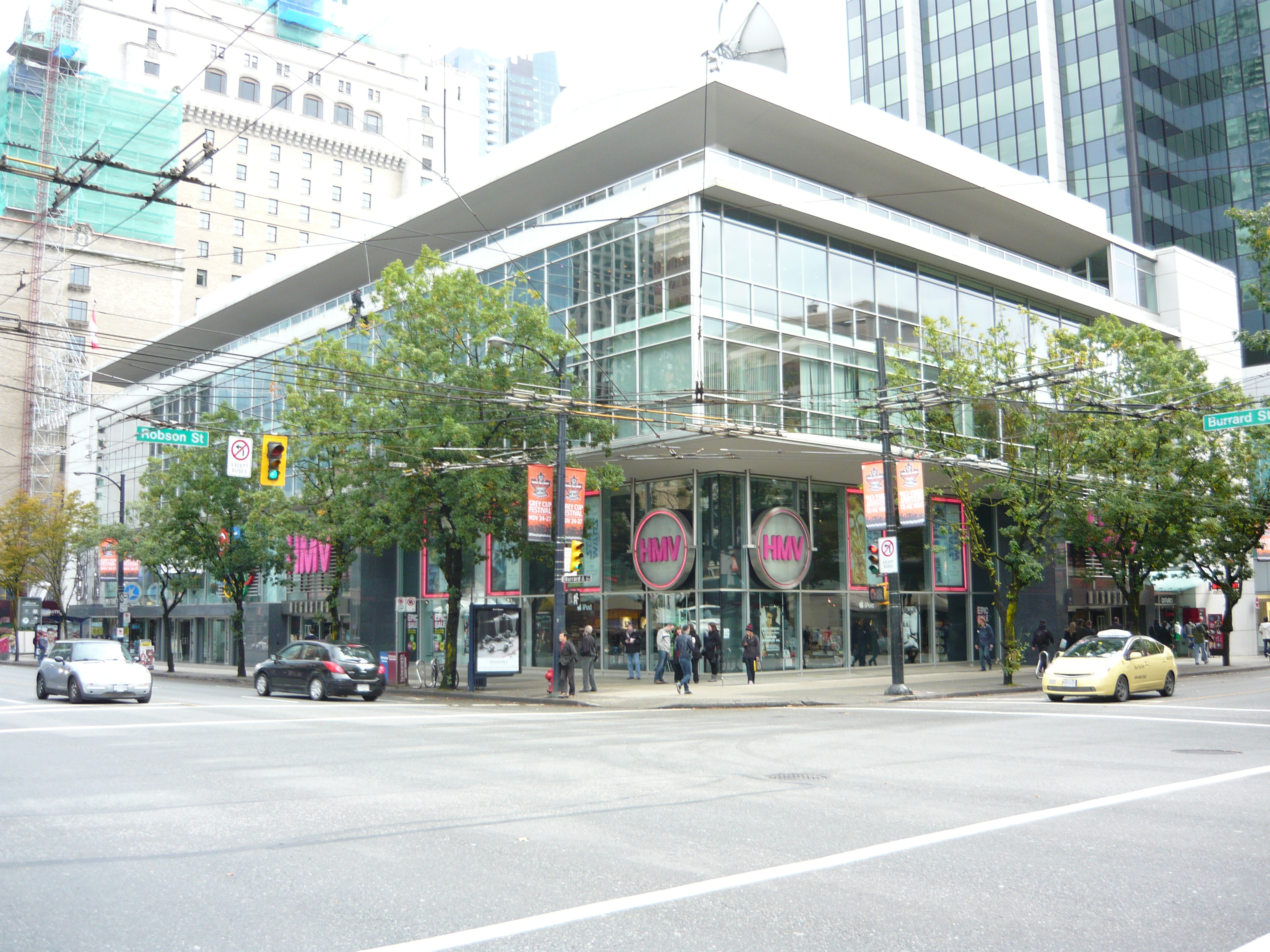
Бывшая библиотека на Беррард-стрит

Сама библиотека размещалась в здании на Гастингс-стрит и Мейн-стрит до 1957 года, когда было открыто новое здание на Беррард-стрит, 750. Переезд состоялся в октябре, а 1 ноября 1957 новое здание было торжественно открыто. В нём библиотека находилась до 22 апреля 1995, после чего стала готовиться к переезду в новое здание на Лайбрари-сквер (Уэст-Джорджия-стрит, 350). Постройка этого здания, расположенного в Даунтауне, обошлась в 106,8 млн канадских долларов. Оно открылось 26 мая 1995 года, став центральным отделением библиотеки.

## Центральное отделение и Лайбрари-сквер

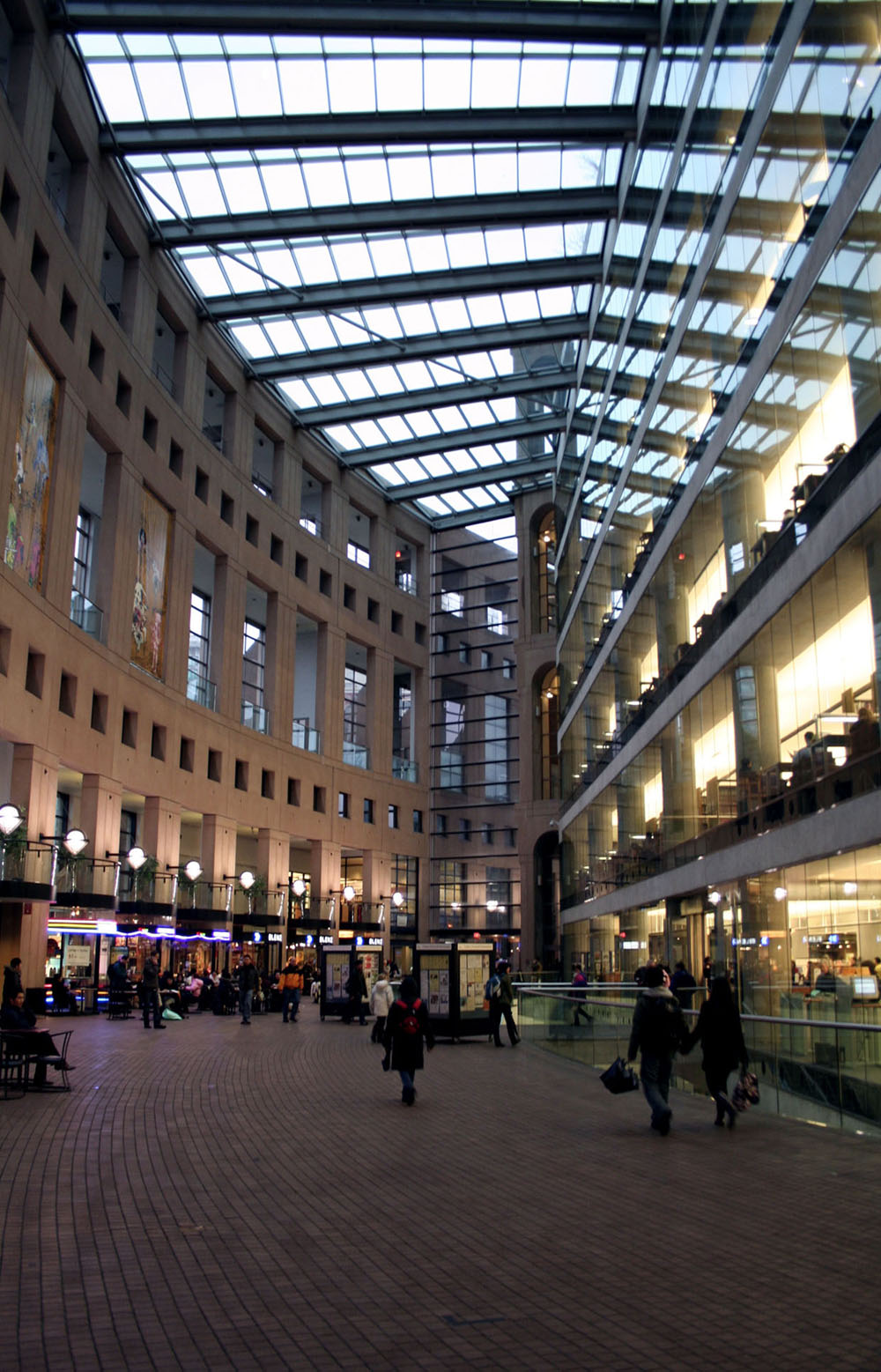
Вестибюль центрального отделения

Лайбрари-сквер — это комплекс в Даунтауне Ванкувера, включающий центральное отделение Ванкуверской библиотеки, башню федерального правительства и ряд заведений. Внешне он напоминает римский Колизей. В центре комплекса находится девятиэтажное прямоугольное здание, в котором размещается книгохранилище и библиотечные службы. Его окружает изогнутая стена с колоннадой, где расположены читальные залы; они соединены с главным зданием мостиками, проложенными под стеклянной крышей. Такая же крыша укрывает просторный зал в восточной стороне комплекса, находящийся между зданием библиотеки и другой изогнутой стеной. Он служит в качестве входного вестибюля. На 8-м и 9-м этажах здания сегодня находится правительство провинции Британская Колумбия. Планируется, что в 2015 году оно переедет в другое место, освободив верхние этажи для библиотеки.
Строительство Лайбрари-сквер стало самым масштабным проектом за всю историю Ванкувера. Решение возвести этот комплекс было принято на референдуме в ноябре 1990 года. Город провёл конкурс архитектурных работ, на котором победил наиболее радикальный вариант, предложенный Моше Сафди и фирмой «DA Architects». По договорённости с федеральным правительством в проект была включена 21-этажная башня с офисами, которую оно арендовало на долгий срок; в обмен правительство предоставило землю и деньги для строительства. Комплекс был возведён в 1993—1995 годах. Башня используется федеральным правительством по сей день.
Кроме центрального отделения библиотеки и федеральной башни, комплекс включает в себя некоторое число магазинов, ресторанов, а также подземную парковку. На крыше библиотеки расположен сад, спроектированный канадским дизайнером Корнелией Оберландер (недоступен для посещения).

### Статистика
Здание библиотеки (включая магазины, сектор для детей и парковку):
- 9 этажей
- площадь — 37 тысяч м²
- 1,3 млн книг, периодических изданий и т. п., которые могут перемещаться по зданию с помощью горизонтальных и вертикальных конвейеров
- 51 км кабеля
- более 1200 сидячих мест
- более 700 парковочных мест, множество стоек для велосипедов
- примерная стоимость — 107 млн канадских долларов

Федеральная башня:
- примерная стоимость — 50 млн канадских долларов

## Прочие отделения

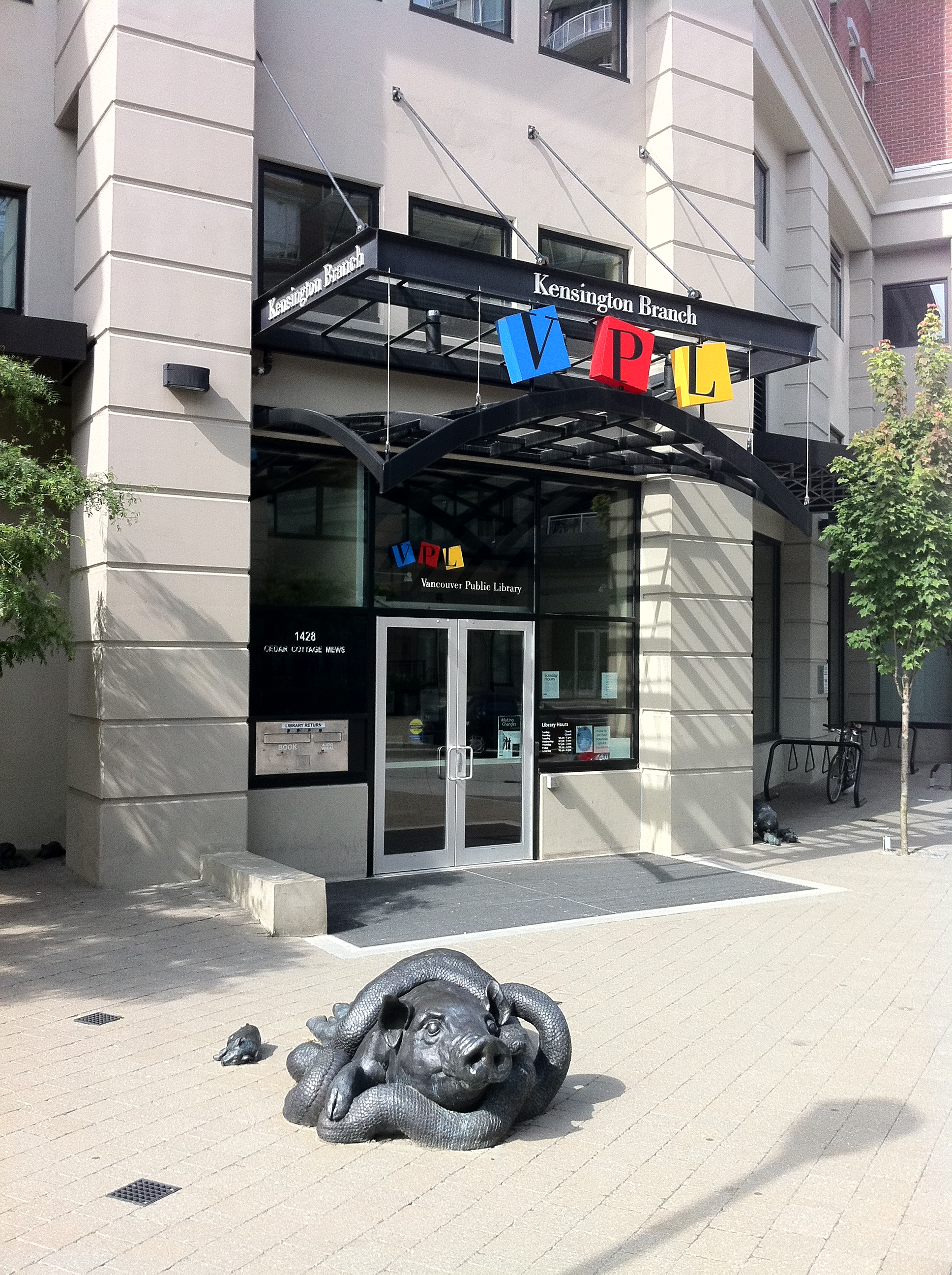
Вход в отделение в Кенсингтоне

Первый постоянный филиал библиотеки был открыт в 1927 году в Китсилано (4-я Уэст-авеню, 2375). В 1943 году открылось ещё одно отделение, в Керрисдейле (42-я авеню и Уэст-бульвар). После этого новые отделения стали появляться достаточно часто; на данный момент последнее открылось в 2011 году, получив имя Терри Салмана, председателя совета директоров фонда библиотеки.

### Коллекции отделений
Приблизительное число изданий в каждом отделении Ванкуверской библиотеки:
1. Центральное: 1,3 млн
2. Ренфру: 325 000
3. Маунт Плезант: 200 000
4. Китсилано: 110 000
5. Оукридж: 82 000
6. Терри Салман: 81 000
7. Джо Фортс: 80 000
8. Данбар: 75,000
9. Гастингс: 74,000
10. Британия: 70 000
11. Файрхолл: 60 000
12. Уэст Пойнт Грей: 59 000
13. Кенсингтон: 58 000
14. Шамплейн Хайтс: 51 000
15. Марпол: 60 000
16. Коллингвуд: 50 000
17. Фрейзервью: 49 000
18. Керрисдейл: 48 000
19. Страткона: 47 000
20. Доступ на дому: 37 000
21. Коллингвуд: 29 000
22. Карнеги: 11 000
23. Саус Хилл: [неизвестно]

## Библиотека в кинематографе
- В фильме «6-й день» здание центрального отделения Ванкуверской библиотеки играет роль штаба компании по клонированию.
- В вестибюле центрального отделения снимался финал фильма «Воображариум доктора Парнаса».
- В том же здании снимались некоторые серии сериалов «Звёздный крейсер «Галактика»» и «Каприка».
- В том же здании и рядом с ним снималась одна из перестрелок в фильме «Баллистика: Экс против Сивер».
- Это же здание выступило в роли музея в фильме «Мистер Магу».
- Это же здание играло роль штаба подразделения «За гранью» в сериале «Грань».
- На улице с северо-западной стороны Лайбрари-сквер снималась одна из сцен фильма «Значит, война».